# Discographie de Paramore
C'est la discographie officielle de Paramore, un groupe de chanteurs américain de rock, power pop et pop punk. Ils ont signé avec le label Fueled by Ramen, ce qui inclut 4 albums studio, 2 albums live, 12 singles et 12 vidéos.

## Albums

### Albums studio
| Année | Album                                                                                          | Classements positions | Classements positions | Classements positions | Classements positions | Classements positions | Classements positions | Classements positions | Classements positions | Classements positions | Classements positions | Classements positions | Classements positions | Certifications   |
| Année | Album                                                                                          | US                    | US Heat               | AUT                   | FIN                   | ALL                   | IRL                   | P-B                   | N-Z                   | UK                    | FR                    | MEX                   | AUS                   | Certifications   |
| ----- | ---------------------------------------------------------------------------------------------- | --------------------- | --------------------- | --------------------- | --------------------- | --------------------- | --------------------- | --------------------- | --------------------- | --------------------- | --------------------- | --------------------- | --------------------- | ---------------- |
| 2005  | All We Know Is Falling - Sortie : 26 juillet 2005 - Label : Fueled by Ramen - Formats : CD, LP | —                     | 30                    | —                     | —                     | —                     | —                     | —                     | —                     | 200                   | —                     | —                     | —                     |                  |
| 2007  | Riot! - Sortie : 12 juin, 2007 - Label : Fueled by Ramen - Formats : CD, Digital download, LP  | 15                    | —                     | 66                    | 26                    | 63                    | 53                    | 61                    | 15                    | 24                    | -                     | 31                    | 47                    | - RIAA : Platine |
| 2009  | Brand New Eyes - Sortie : 29 septembre, 2009 - Label : Fueled by Ramen - Formats : CD, LP      | 2                     | —                     | 6                     | 5                     | 7                     | 2                     | 23                    | 1                     | 3                     | 36                    | 7                     | 1                     | - RIAA : Or      |
| 2013  | Paramore - Sortie : 9 avril, 2013 - Label : Fueled by Ramen - Formats : CD, LP                 | -                     | —                     | -                     | -                     | -                     | -                     | -                     | -                     | -                     | -                     | -                     | -                     |                  |
| 2017  | After Laughter - Sortie : 12 mai, 2017 - Label : Fueled by Ramen - Formats : CD, LP            | -                     | —                     | -                     | -                     | -                     | -                     | -                     | -                     | -                     | -                     | -                     | -                     |                  |
| 2023  | This is Why - Sortie : 10 février, 2023 - Label : Atlantic Records - Formats : CD, LP          | -                     | —                     | -                     | -                     | -                     | -                     | -                     | -                     | -                     | -                     | -                     | -                     |                  |

### Albums live
| Année | Album                                                                                       | Classements positions | Classements positions | Classements positions | Classements positions | Classements positions | Classements positions | Classements positions | Classements positions | Classements positions | Certifications                                 |
| Année | Album                                                                                       | US                    | US Heat               | AUT                   | FIN                   | ALL                   | IRL                   | P-B                   | N-Z                   | UK                    | Certifications                                 |
| ----- | ------------------------------------------------------------------------------------------- | --------------------- | --------------------- | --------------------- | --------------------- | --------------------- | --------------------- | --------------------- | --------------------- | --------------------- | ---------------------------------------------- |
| 2008  | Live in the UK 2008 - Sortie : 30 janvier 2008 - Label : Fueled by Ramen - Formats : CD, LP | —                     | —                     | —                     | —                     | —                     | —                     | —                     | —                     | 200                   | - RIAA : - États-Unis ventes : 10,000+ - BPI : |
| 2008  | The Final Riot! - Sortie : 25 novembre 2008 - Label : Fueled by Ramen - Formats : CD, DVD   | 88                    | —                     | —                     | —                     | —                     | —                     | —                     | —                     | 153                   | - RIAA : - États-Unis ventes : 12,000 - BPI :  |

## Maxi (extended play)
| Année | Album                                                                                      |
| ----- | ------------------------------------------------------------------------------------------ |
| 2006  | The Summer Tic EP - Sortie : Juin 2006 - Label : Fueled by Ramen - Formats : CD, LP        |
| Année | Album                                                                                      |
| 2011  | Singles Club (en) - Sortie : Décembre 2011 - Label : Fueled by Ramen - Formats : Vinyl, LP |

## Singles
| Année | Single                     | Classements Positions | Classements Positions | Classements Positions | Classements Positions | Classements Positions | Classements Positions | Classements Positions | Classements Positions | Classements Positions | Classements Positions | Classements Positions | Classements Positions | Classements Positions | Album                     |
| Année | Single                     | US                    | US Pop                | US Rock               | UK                    | CAN                   | ALL                   | POR                   | FIN                   | P-B                   | N-Z                   | FRA                   | MEX                   | AUS                   | Album                     |
| ----- | -------------------------- | --------------------- | --------------------- | --------------------- | --------------------- | --------------------- | --------------------- | --------------------- | --------------------- | --------------------- | --------------------- | --------------------- | --------------------- | --------------------- | ------------------------- |
| 2005  | Pressure                   | 2                     | —                     | —                     | —                     | —                     | —                     | —                     | —                     | —                     | —                     | —                     | —                     | —                     | All We Know Is Falling    |
| 2006  | Emergency                  | —                     | —                     | —                     | —                     | —                     | —                     | —                     | —                     | —                     | —                     | —                     | —                     | —                     | All We Know Is Falling    |
| 2007  | All We Know                | —                     | —                     | —                     | —                     | —                     | —                     | —                     | —                     | —                     | —                     | —                     | —                     | —                     | All We Know Is Falling    |
| 2007  | Misery Business            | 26                    | 16                    | 3                     | 17                    | 67                    | 79                    | 25                    | 17                    | 28                    | —                     | 83                    | 12                    | 65                    | Riot!                     |
| 2007  | Hallelujah                 | —                     | —                     | —                     | 139                   | —                     | —                     | —                     | —                     | —                     | —                     | —                     | —                     | —                     | Riot!                     |
| 2007  | CrushCrushCrush            | 54                    | 43                    | 4                     | 61                    | 17                    | —                     | 5                     | 4                     | —                     | 32                    | —                     | 42                    | —                     | Riot!                     |
| 2008  | That's What You Get        | 66                    | 25                    | 36                    | 55                    | 92                    | 33                    | 35                    | —                     | 35                    | 35                    | 51                    | 51                    | —                     | Riot!                     |
| 2008  | Decode                     | 33                    | 30                    | 5                     | 52                    | 48                    | —                     | 27                    | 9                     | —                     | 15                    | 10                    | —                     | 12                    | Twilight Soundtrack       |
| 2009  | Ignorance (en)             | 67                    | —                     | 7                     | 14                    | 96                    | 42                    | —                     | —                     | —                     | 32                    | —                     | —                     | 35                    | Brand New Eyes            |
| 2009  | Brick by Boring Brick (en) | —                     | —                     | 17                    | 85                    | —                     | —                     | —                     | —                     | —                     | 29                    | —                     | —                     | 85                    | Brand New Eyes            |
| 2010  | The Only Exception         | 24                    | —                     | —                     | 31                    | —                     | —                     | —                     | —                     | —                     | 13                    | —                     | —                     | 38                    | Brand New Eyes            |
| 2010  | Careful (en)               | 78                    | —                     | —                     | 124                   | —                     | —                     | —                     | —                     | —                     | —                     | —                     | —                     | 89                    | Brand New Eyes            |
| 2010  | Playing God                | —                     | —                     | —                     | 103                   | —                     | —                     | 18                    | —                     | —                     | —                     | —                     | —                     | —                     | Brand New Eyes            |
| 2011  | Monster                    | 39                    | —                     | —                     | 21                    | 55                    | —                     | —                     | —                     | —                     | —                     | —                     | —                     | —                     | Transformers 3 Soundtrack |
| 2013  | Now (en)                   | —                     | —                     | —                     | —                     | —                     | —                     | —                     | —                     | —                     | —                     | —                     | —                     | —                     | Paramore                  |
| 2013  | Still Into You             | 45                    | —                     | 1                     | 15                    | 78                    | —                     | —                     | —                     | —                     | —                     | 189                   | —                     | —                     | Paramore                  |
| 2013  | Ain't It Fun               | —                     | —                     | —                     | —                     | —                     | —                     | —                     | —                     | —                     | —                     | —                     | —                     | —                     | Paramore                  |
| 2017  | Hard Times                 |                       |                       |                       |                       |                       |                       |                       |                       |                       |                       |                       |                       |                       | After Laughter            |

## Clips vidéo
| Année | Titre                            | Directeur           |
| ----- | -------------------------------- | ------------------- |
| 2005  | "Pressure (chanson de Paramore)" | Shane Drake         |
| 2005  | "Emergency"                      | Shane Drake         |
| 2006  | "All We Know"                    | Dan Dobi            |
| 2007  | "Misery Business"                | Shane Drake         |
| 2007  | "Hallelujah"                     | Big TV!             |
| 2007  | "CrushCrushCrush"                | Shane Drake         |
| 2008  | "That's What You Get"            | Marcos Siega        |
| 2008  | "Decode"                         | Shane Drake         |
| 2009  | "Ignorance"                      | Honey               |
| 2009  | "Brick By Boring Brick"          | Meiert Avis         |
| 2010  | "The Only Exception"             | Brandon Chesbro     |
| 2010  | "Careful"                        | Brandon Chesbro     |
| 2010  | "Playing God"                    | Brandon Chesbro     |
| 2013  | "Now (en)"                       | Daniel Cloud Campos |
| 2013  | "Still Into You"                 | Isaac Rentz         |
| 2014  | "Ain't It Fun"                   | Sophia Peer         |
| 2017  | "Hard Times"                     |                     |
| 2017  | "Told You So"                    |                     |

## Musiques de film
| Année | Album |
| ----- | --- |
| 2008  | Twilight : Original Motion Picture Soundtrack - Sortie : 4 novembre 2008 - Label : Chop Shop Records, Atlantic Records - Formats : CD |
| 2011  | Transformers: Dark of the Moon – The Album - Sortie : 14 juin 2011 - Label : Reprise Records - Formats : CD                           |